# Valle Po
La Valle Po è una valle delle Alpi Cozie in provincia di Cuneo scavata dal fiume Po prima che questi entri nella Pianura padana. Fa parte della Comunità montana Valli Po, Bronda, Infernotto e Varaita.

## Importanza
Anche se la valle non è particolarmente lunga (solamente 32 km) e non ospita centri abitati di particolare rilievo, ha una certa importanza e notorietà, legate essenzialmente a due fatti: ospita una delle vette più conosciute delle Alpi, il Monviso, e dà origine al fiume più lungo d'Italia, il Po.

## Geografia
Congiunge Saluzzo (400 m) con Crissolo (1333 m s.l.m. al capoluogo); da qui si innalza al Pian del Re (2020 m s.l.m.) dove ha la sua sorgente il fiume Po ed infine al colle delle Traversette (2950 m s.l.m.) che la collega con la valle del Guil in Francia. Disposta in direzione est-ovest, a nord e ad ovest confina con la Val Pellice e a sud con la Valle Varaita e la valle del Guil.

### Monti

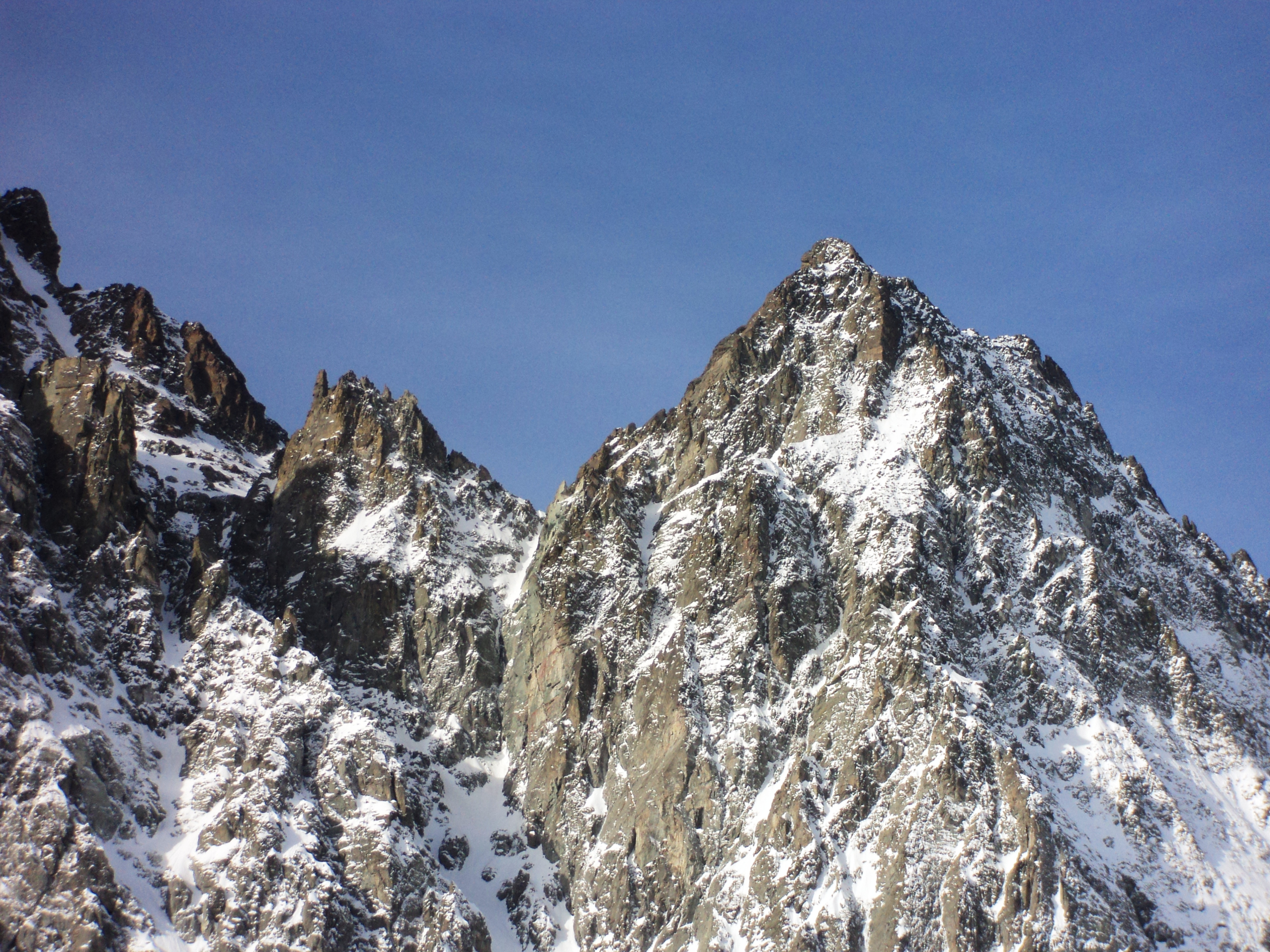
Cadreghe di Viso

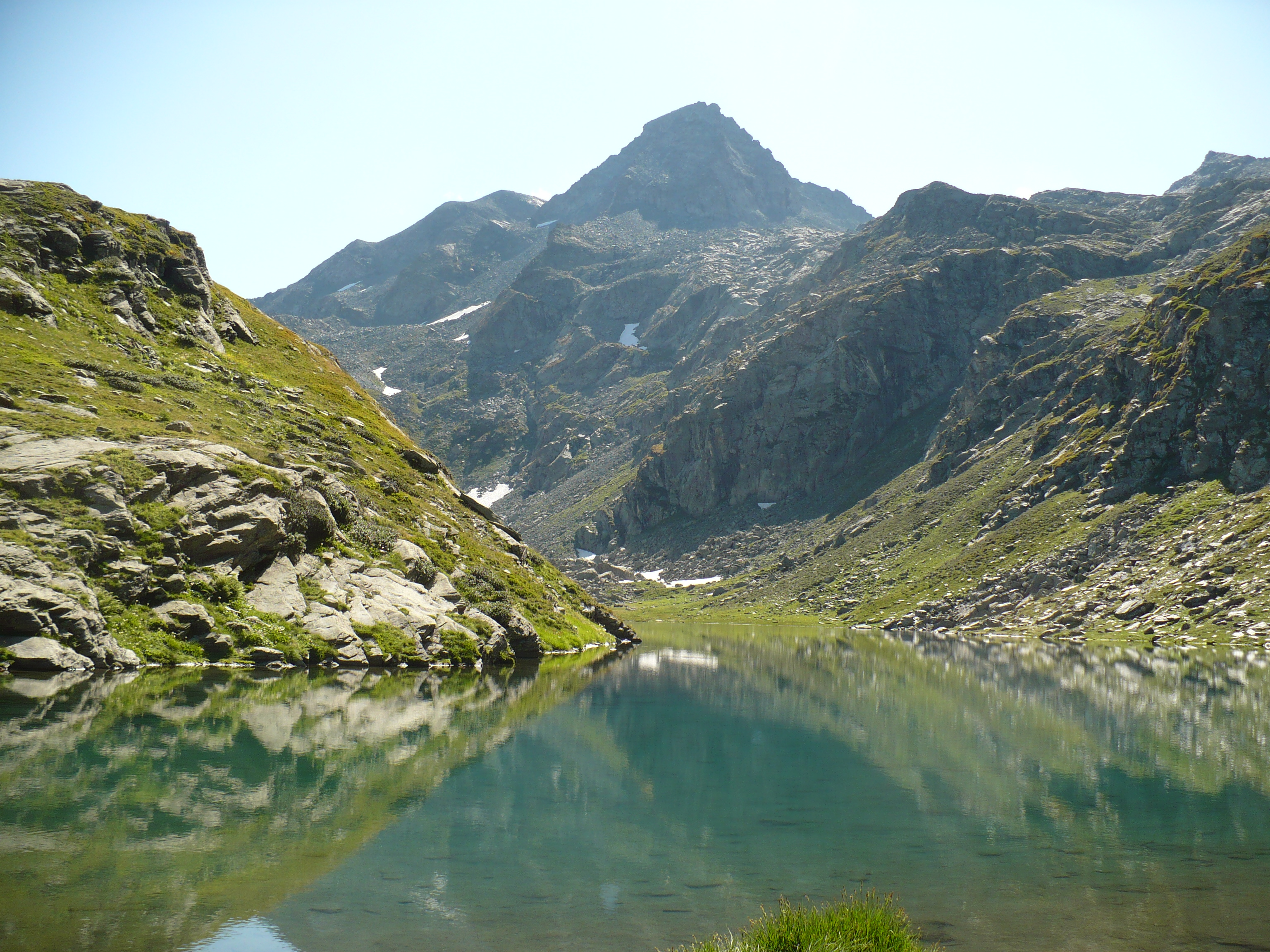
Monte Granero

I monti principali che contornano la valle sono:
- Monviso - 3.841 m
- Visolotto - 3.348 m
- Punta Gastaldi - 3.214 m
- Cadreghe di Viso - 3.190 m
- Monte Granero - 3.171 m
- Monte Meidassa - 3.105 m
- Punta Venezia - 3.095 m
- Punta Roma - 3.070 m
- Punta Udine - 3.022 m
- Cima delle Lobbie - 3.015 m
- Punta delle Guglie - 2.748 m
- Punta Sea Bianca - 2.721 m
- Monte Friolànd - 2.738 m
- Punta Rasciassa - 2.664 m
- Cima di Crosa - 2.531 m
- Testa di Cervetto - 2.347
- Monte Bracco - 1.306 m

### Valichi alpini

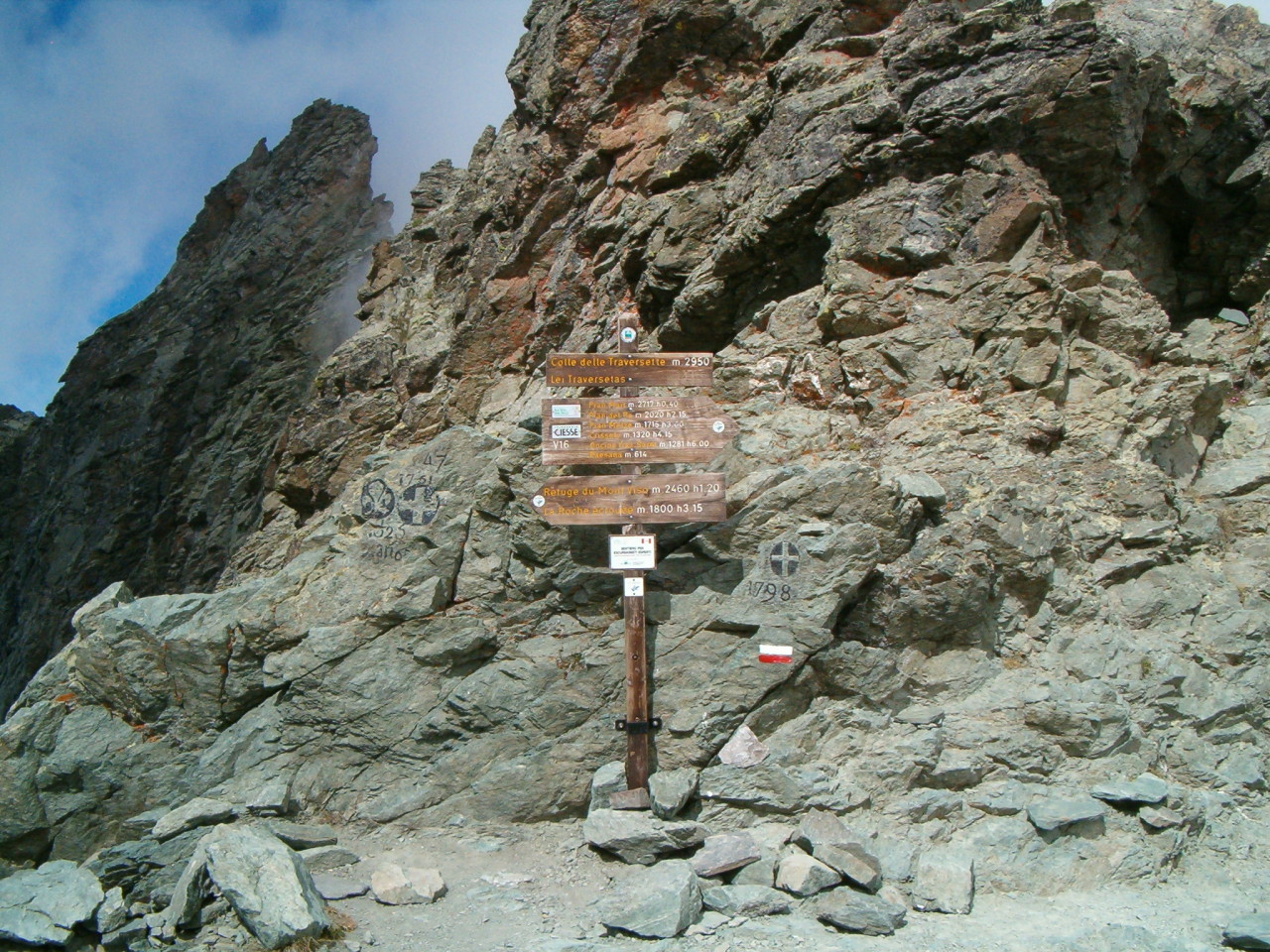
Colle delle Traversette

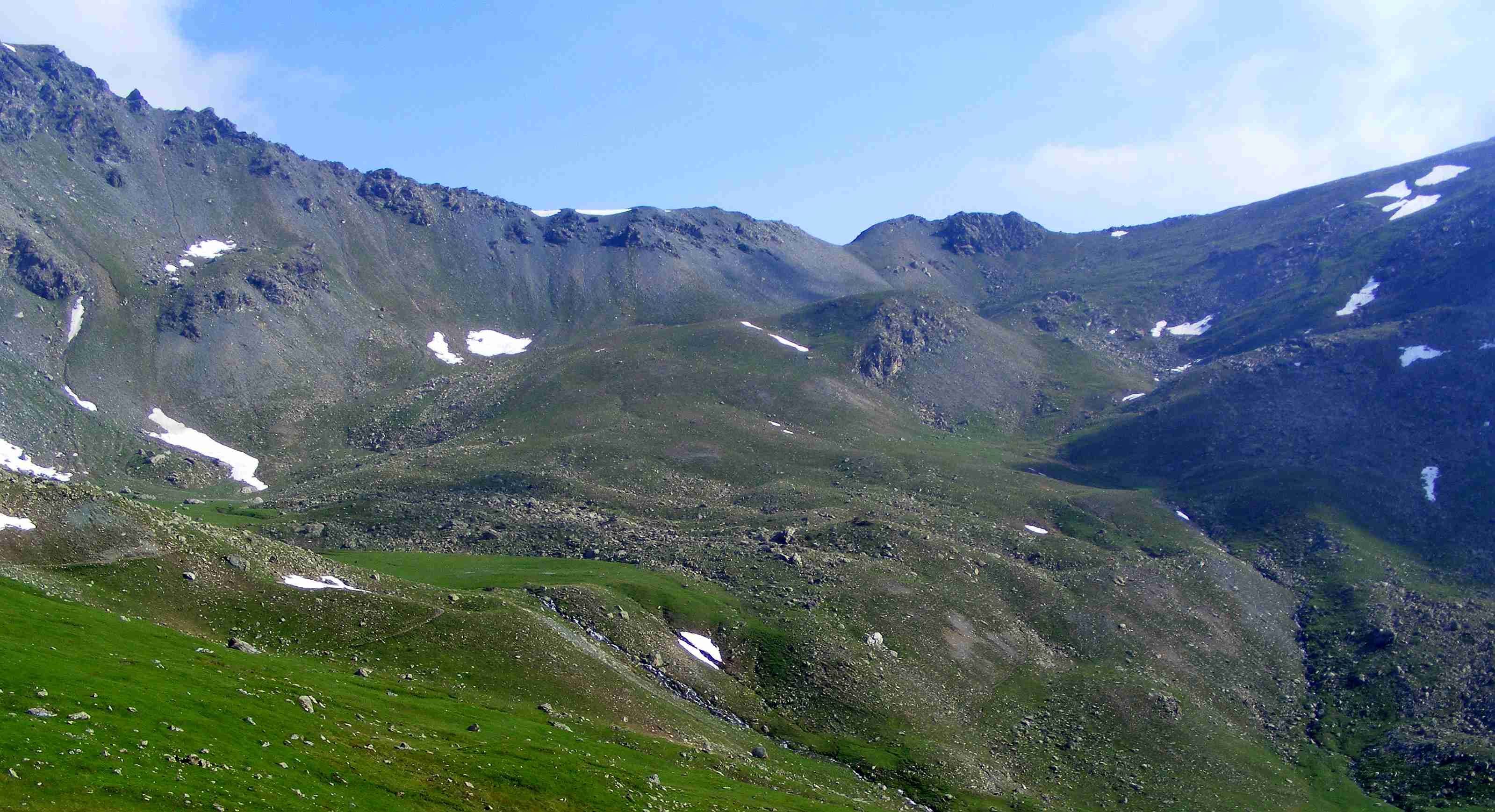
Colle della Gianna

La valle non ha facili comunicazioni con le valli laterali e con le valli francesi. Vi sono solo valichi percorribili a piedi, attraverso sentieri di diversa difficoltà, tra cui ricordiamo:
- verso la valle Varaita:
  - passo di San Chiaffredo - 2.764 m
  - colle di Luca - 2.436 m
  - colle Cervetto - 2.251 m
- verso la Francia (valle del Guil):
  - passo Giacoletti - 2.990 m
  - colle delle Traversette - 2.950 m
- verso la val Pellice:
  - colle Luisas
  - colle della Gianna - 2.525 m

Fa in parte eccezione la bassa valle: una comoda strada asfaltata transita per la Colletta (609 m) e collega Paesana con la Valle Infernotto e con Barge, mentre da Sanfront una dissestata sterrata porta al Colle di Gilba (1524 m), 
dal quale si scende in Val Varaita.

## Luoghi di interesse

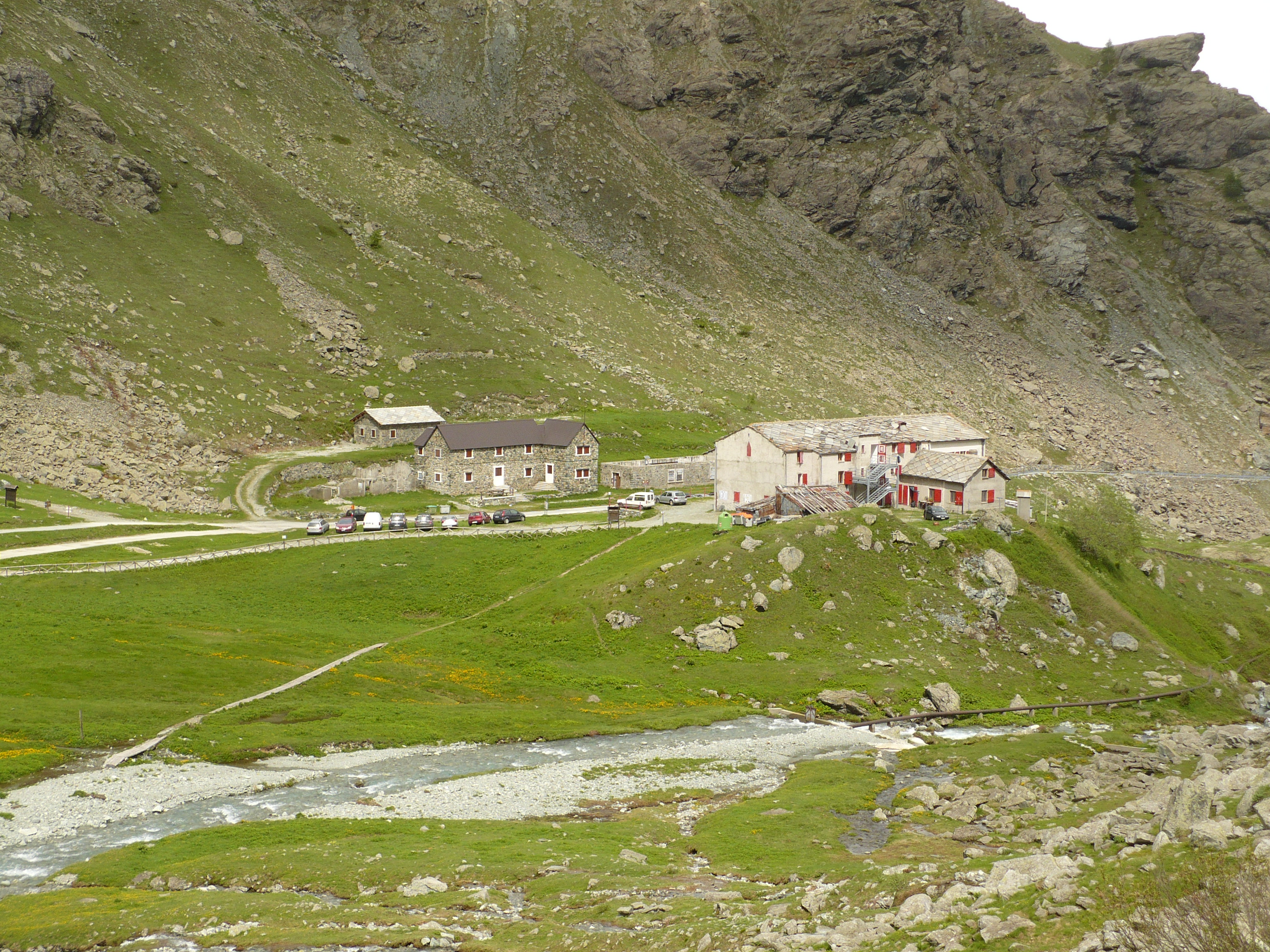
Pian del Re

- Al pian del Re: la torbiera, inserita nella Riserva naturale speciale Pian del Re, e le sorgenti del Po
- a Crissolo, il Santuario di San Chiaffredo
- presso il Rifugio Alpetto, il Ricovero dell'Alpetto, primo rifugio storico del Club Alpino Italiano

## Turismo

### Escursionismo ed alpinismo

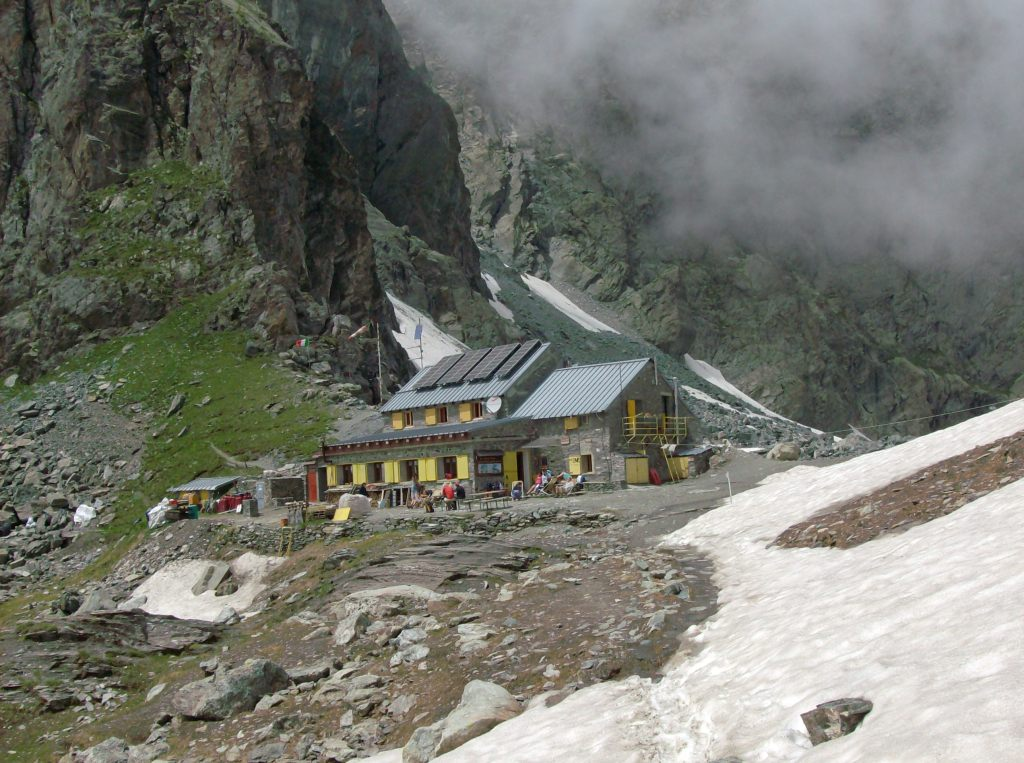
Rifugio Vitale Giacoletti

In alta valle sono presenti alcuni rifugi, che fungono da punto d'appoggio in quota per escursionisti ed alpinisti:
- Rifugio Quintino Sella al Monviso (2640 m)
- Rifugio Vitale Giacoletti (2741 m)
- Rifugio Alpetto (2268 m)

Oltre a fungere da base di partenza per la salita alla via normale al Monviso ed a molte altre vette del gruppo, i rifugi sono anche punti tappa del giro di Viso, classico trekking di più giorni intorno al Monviso. Come tali sono inseriti nei percorsi della Grande Traversata delle Alpi e della Via Alpina.
Le possibilità escursionistiche non si esauriscono intorno al Monviso: tutta la valle offre numerose possibilità di escursioni interessanti.

### Sci
Sono presenti in valle diversi impianti di risalita per i praticandi dello sci di discesa, in particolare a Crissolo, ed in località Pian Munè in comune di Paesana; vi sono poi altri impianti in località Rucas, in comune di Bagnolo Piemonte, nella laterale Valle Infernotto.